# Jevgenia Medvedeva-Abroezova

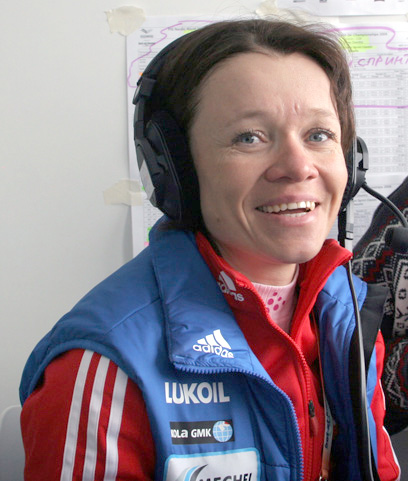
Jevgenia Medvedeva-Abroezova

Jevgenia Vladimirovna Medvedeva-Abroezova (Russisch: Евгения Владимировна Медведева-Арбузова) (Kondopoga, 4 juli 1976) is een Russisch langlaufster.
Jevgenia Medvedeva-Abroezova won in het seizoen 2004/05 in Reit im Winkl op de 10 kilometer vrije stijl haar eerste wereldbekerwedstrijd. Vervolgens behaalde ze op de wereldkampioenschappen in 2005 de zilveren medaille met het estafetteteam van Rusland.
Bij de Olympische Winterspelen 2006 won Medvedeva-Abroezova goud op de estafette en de bronzen medaille op de 15 kilometer achtervolging nadat ze uit de achterhoede was teruggekomen en slechts Kristina Šmigun en Kateřina Neumannová moest laten voorgaan.